# Casbia alphitopis
Casbia alphitopis là một loài bướm đêm trong họ Geometridae.